# シム (磁気)
シム（英: shim）は、磁場の均一性を調整するために使われる装置である。サンプル周辺にいろいろな方向に巻かれた複数のシムコイルに電流を流して不均一性を補正するように補正磁場を追加する。
名前の由来は、電磁石の磁極面の位置と平行性を調整するために使用される純粋に機械的なシム（スペーサー）から来ている。電流を変化させることにより磁場の均一性を調整するために使用されるコイルは同様の機能を持つため「電流シム」と呼ばれていた。

## 磁気共鳴分光法における用途

シムが悪い試料の自由誘導減衰 (FID) 核磁気共鳴シグナル

シムが合っている試料の自由誘導減衰 (FID) 核磁気共鳴シグナル

NMRおよびMRIにおいて、磁場の不均一性を取り除くためにマグネットの操作に先立ってシム調整が行われる。
最初は、NMR分光計あるいはMRIスキャナー内部の磁場は均一からは程遠く、均一性に関して装置の「理想的」な磁場から100倍程度悪いこともある。これは、製造ばらつきと「環境」の磁場の結果である。測定室の壁や床の中の鉄が磁化し、装置の磁場を妨げる。プローブおよび試料あるいは患者は、強い磁場中に入るとわずかに磁化し、更なる不均一磁場を作り出す。
これらの不均一性を補正する過程がマグネットのシム調整、プローブのシム調整、試料のシム調整などと呼ばれる。
数リットルの容積当たり1 ppmオーダーの磁場の均一性がMRIスキャナーには必要とされる。高分解能NMR分光法は、数ミリリットルの容積当たり1 ppbよりも高い磁場の均一性を要求する。
シム調整には積極的な方法と消極的な方法の2種類がある。積極的なシム調整は電流が調整可能なコイルを用いる。消極的シム調整は、よい磁気的性質を持った鉄片を用いる。鉄片は永久磁石あるいは超伝導磁石の近くに置かれ磁化し、自身の磁場を作り出す。どちらの場合も、コイルあるいは鉄によって作り出された追加磁場が、全体の磁場がより均一となるように超伝導磁石の磁場に加えられる。
MR分光計の中心における磁場の不均一性を定義する方法には色々な種類がある。現在、医療用MRスキャナーでは、スキャナーの中央における異なる体積（ほとんどの場合同心）に対する磁場のvolume root mean square (VRMS) 値が工業的標準として使われている。